# Glenea ornatoides
Glenea ornatoides là một loài bọ cánh cứng trong họ Cerambycidae.